# Paul Hébert (acteur)
Pour les articles homonymes, voir Paul Hébert et Hébert.
Paul Hébert est un acteur, metteur en scène et directeur de théâtre québécois né le 28 mai 1924 à Thetford Mines et mort le 20 avril 2017 à Québec.

## Biographie

### Formation
Orphelin de père à 3 ans, entouré de sa mère et de ses tantes d'origine irlandaise, Paul Hébert débute à 14 ans ses études classiques au Collège de Lévis et ses débuts au théâtre au Patro de Lévis, puis il termine ses études à la faculté de philosophie et de lettres de l'Université Laval, à Québec. En 1945, il se joint aux Comédiens de Québec dirigés par Pierre Boucher. En 1949, jeune marié, Paul Hébert met le cap sur l'Europe avec son épouse. Boursier en 1949 du « British Council of Arts », il étudie pendant deux ans au Old Vic Theatre à Londres, en Angleterre. Boursier de la Canadian Foundation, il séjourne une année supplémentaire en Europe et s'installe à Montréal en 1952.

### Carrière
En 1954, Paul Hébert fonde le Théâtre Anjou, qu'il dirige jusqu'en 1956. Avec Albert Millaire, il fonde Le Chanteclerc à Sainte-Adèle, le premier théâtre d'été, qu'il dirige en 1956-1957. En 1961, il fonde et dirige le Théâtre d'été de l'Esterel à Sainte-Marguerite et en 1964 à Montréal, l'Atelier (de théâtre), qu'il dirige pendant trois ans. En 1965, il donne des cours d'improvisation à l'École nationale de théâtre. Nommé directeur du Conservatoire d'art dramatique de Montréal et vice-président du Centre national des Arts à Ottawa en 1969, il dirige le Conservatoire d'art dramatique de Québec l'année suivante.
Paul Hébert, cet homme de théâtre à la longue carrière, a été en particulier le cofondateur en 1970 du Théâtre du Trident, dont il est aussi le premier directeur artistique.  Pour le Trident, il signe la mise-en-scène de plusieurs productions dont certaines connaitront un grand succès, comme Charbonneau et le Chef de John Thomas McDonough et  Pygmalion de G. B. Shaw en 1971 ou La Mort d'un commis-voyageur d'Arthur Miller en 1972.    
À la fin de la saison 1973-74, Paul Hébert quitte le Trident et est remplacé par un comité dont le règne ne durera qu'un an.  Hébert reprend la direction du Trident en 1976 avant de la quitter pour de bon en 1978.
Il a aussi fondé le Théâtre Paul-Hébert à l'île d'Orléans en 1982, lequel est devenu en 1998 le Théâtre de la Dame blanche. Il a campé le rôle de Siméon Desrosiers dans la télésérie Le Temps d'une paix.

### Décès
Le 20 avril 2017 en soirée, à la demande de sa famille, c'est le Théâtre du Trident qui fait l'annonce de son décès. Paul Hébert meurt à l'hôpital du Saint-Sacrement à l'âge de 92 ans. Les funérailles du comédien sont célébrées le 30 avril 2017 à la chapelle de la Maison Gomin, à Québec.

## Théâtre

### Comme acteur
- La Mort d'un commis voyageur d'Arthur Miller : Willy Loman[1]
- La Chatte sur un toit brûlant de Tennessee Williams[1]
- La Mégère apprivoisée de William Shakespeare[1]
- 1959 : Bousille et les Justes de Gratien Gélinas, à la Comédie-Canadienne[6]
- 1961 : Le Système Ribadier de Feydeau, au théâtre d'été de l'Estérel[7]
- 1963 : L'Auberge des morts subites de Félix Leclerc, au Gesù[6]
- 1966 : Qui a peur de Virginia Woolf ? d'Edward Albee : George - au Théâtre de la Poudrière[1]
- 1967 : Pygmalion de George Bernard Shaw - au Théâtre du Nouveau Monde[1],[6]
- 1967 : Les Bois brûlés de Jean-Louis Roux : Sir John MacDonald - au Théâtre du Nouveau Monde[7]
- 1968 : La Nuit des rois de William Shakespeare : Sir Andrew Aguecheek - au Théâtre du Nouveau Monde[7]
- 1969 : Anatole d'Arthur Schnitzler - au Théâtre du Nouveau Monde[7]
- 1978 : Le Casino voleur d'André Ricard : Fleurimond - au Théâtre de l’île d'Orléans[7]
- 1984 : Don Quichotte, adaptation et mise en scène de Jean-Pierre Ronfard : Don Quichotte - au Théâtre du Trident[7]
- 1988 : Pygmalion de George Bernard Shaw - au Théâtre Paul-Hébert[6]
- 1988 : Play Strindberg de Friedrich Dürrenmatt : Edgar - au Théâtre du Nouveau Monde[7]
- 1997 : Je ne suis pas Rappaport de Herb Gardner : Nat Moyer - au Théâtre de la Bordée[7]
- 1999 : La Tempête de William Shakespeare - au Théâtre du Trident[6]
- 2002 : Les Trois Sœurs d'Anton Tchekhov : le docteur Tcheboutykine - au Théâtre du Trident[6],[1]

### Comme metteur en scène
- 1956 : La Mégère apprivoisée de William Shakespeare au Chanteclerc [8],[6]
- 1957 : Six personnages en quête d'auteur de Luigi Pirandello[8],[6]
- 1958 : Quand la moisson sera courbée de Roger Sinclair à la Comédie-Canadienne[6]
- 1969 : Six personnages en quête d'auteur de Luigi Pirandello[6]
- 1969 : Rita Joe de George Ryga à la Comédie-Canadienne[6]
- 1971 : Charbonneau et le Chef de John Thomas McDonough au Théâtre du Trident (création)[8],[9]
- 1971 : La Mort d'un commis voyageur d'Arthur Miller au Théâtre du Trident[8],[6]
- 1971 : Pygmalion de George Bernard Shaw au Théâtre du Trident[6]
- 1972 : La Chatte sur un toit brûlant de Tennessee Williams au Théâtre du Trident[6]
- 1972 : Eva Perón de Copi au Théâtre du Trident[6]
- 1972 : En pleine mer de Sławomir Mrożek au Théâtre du Trident[6]
- 1973 : La Mégère apprivoisée de William Shakespeare au Théâtre du Trident[6]
- 1973 : Charbonneau et le Chef de John Thomas McDonough à la Compagnie Jean-Duceppe[6]
- 1973 : Québec, printemps 1918 de Gilles Lachance et Jean Provencher au Théâtre du Trident[6]
- 1973 : Six personnages en quête d’auteur de Luigi Pirandello au Théâtre du Trident[6]
- 1974 : Les Crasseux d'Antonine Maillet à la Compagnie Jean-Duceppe[6]
- 1974 : La Mort d'un commis voyageur d'Arthur Miller à la Compagnie Jean-Duceppe
- 1976 : La Folle du Quartier latin de Roland Lepage au Théâtre du Trident[6]
- 1977 : La Mouette d'Anton Tchekhov au Théâtre du Trident[6]
- 1986 : Charbonneau et le Chef de John Thomas McDonough à la Compagnie Jean-Duceppe[6]
- 1990 : Pygmalion de George Bernard Shaw à la Compagnie Jean-Duceppe[6]

### Comme directeur artistique
- 1954 à 1956 : Théâtre Anjou à Montréal (fondateur)[10]
- 1956 : Le Chanteclerc à Sainte-Adèle (fondateur)[10]
- 1961 : Théâtre L'Estérel à Sainte-Marguerite (fondateur)[10]
- 1964 : L'Atelier (de théâtre) à Montréal (fondateur)[10]
- 1971 à 1974 et 1975 à 1978 : Théâtre du Trident
- 1982 : Théâtre Paul-Hébert à l'Île d'Orléans (fondateur)[10]

## Filmographie

### Télévision
- 1954 : 14, rue de Galais (série TV) : Henri Delisle
- 1955 : Taille-fer (série jeunesse)
- 1957 : Quatuor : Le Voyage à Rome, Un homme à la fenêtre, Dernier Combat (1957), Les Héritiers (1958) (téléthéâtre)
- 1957 : Radisson (série TV) : Grand chef Cri
- 1958 : Pépé le cowboy (série jeunesse) : Araignée Noire et Dandor (voix)
- 1958 : Je vous ai tant aimé (série TV) : Dr Pharand
- 1958 : Demain dimanche (série TV) : Georges
- 1959 : Ouragan (série TV) : Louis Barthélémy
- 1960 : La Force de l'âge (série TV) : Denis Julien
- 1961 : Sous le signe du lion (série TV) : Gabriel Mercier
- 1962 : Absolvo te (série TV) : Léopold Cardin
- 1962 : La Balsamine (série TV) : Hubert Villeneuve
- 1962 : Le Pain du jour (série TV) : M. Marchand
- 1963 : Ti-Jean caribou (série TV)
- 1963 : Rue de l'anse (série TV) : Joachim Bérubé
- 1965 : À chacun son la (TV) : Host
- 1965 : Regards sur l'occultisme (2e partie) - Science et esprits : le narrateur
- 1967 : Les Globe-trotters (série TV) 1 épisode
- 1968 : Les Belles Histoires des pays d'en haut (série TV) 1 épisode : Samuel « Jimmy » de Villepèle
- 1968 : Le Paradis terrestre (série TV) : René Cousineau
- 1968 : Les Compagnons de Baal de Pierre Prévert : un inspecteur
- 1970 : Les Oraliens : épisode Le casse-croûte
- 1976 : Les Brigades du Tigre, épisode Bonnot & Cie de Victor Vicas : le Capitaine de gendarmerie
- 1976 : Les Brigades du Tigre, épisode L'homme à la casquette de Victor Vicas : l'inspecteur
- 1977 : Recherche dans l'intérêt des familles de Philippe Arnal
- 1978 : Les Brigades du Tigre, épisode L'ange blanc de Victor Vicas
- 1978 : Les Jeunes Filles de Lazare Iglesis
- 1978 : Race de monde (série TV) : Charles Beauchemin
- 1980 : Le Temps d'une paix (série TV) : Siméon Desrosiers
- 1980 : Les Incorrigibles (feuilleton TV) : le metteur en scène
- 1984 : Laurier (feuilleton TV) : Père Lacombe
- 1984 : Le Mystérieux Docteur Cornélius (feuilleton TV)
- 1986 : L'Amour avec un grand A (épisode 1) : Michel
- 1987 : Bonjour docteur (série TV) : Dr Léopold Morency
- 1988 : Les Tisserands du pouvoir (feuilleton TV)
- 1988 : Les Tisserands du pouvoir II: La Révolte
- 1990: L'amour avec un Grand A. Épisode : Le suicide des personnes âgées (avec Béatrice Picard): Roger Gilbert
- 1990 : Cormoran (série TV) : le curé
- 1992 : La Montagne du Hollandais (série TV) : Lothar Olden
- 1993 : Les grands procès (série TV) :  Juge
- 1994 : Jalna (feuilleton TV)
- 1997 : Sauve qui peut! (série TV) : Léon Beaupré
- 2000 : Nuremberg (Nuremberg) (feuilleton TV) : Henri Donnedieu de Vabres
- 2001 : Mon meilleur ennemi (série TV) : M. Lebeau
- 2003 : Le Cœur découvert (série TV) : Albert
- 2005 : Nos étés (série TV) : Édouard Belzile
- 2006 : Tout sur moi (série TV) : lui-même

## Honneurs, récompenses et nominations

### Honneurs, récompenses
- 1973 : Prix Victor-Morin
- 1977 : La Fondation du Théâtre du Trident institue le Prix Paul-Hébert, qui souligne chaque année la première performance exceptionnelle d'un comédien ou d'une comédienne de Québec[10]
- 1988 : Prix de l'Institut canadien de Québec
- 1995 : Prix des arts de la scène du Gouverneur général
- 1997 : Prix Gascon-Thomas
- 2007 : Prix Denise-Pelletier[4]
- 2011 : Médaille de la Révolution tranquille[11]
- 2012 : Studio-théâtre Paul-Hébert, inauguré dans sa ville natale le 10 février[12]

### Honneurs
- 1987 : Officier de l'Ordre du Canada[13]
- 1992 : Membre de l'Académie des Grands Québécois
- 1996 : Chevalier l'Ordre national du Québec[3]

## Ascendance
Il aurait normalement dû porter le patronyme Couillard (par exemple sous la forme Paul Couillard dit Hébert), car il est un descendant patronymique de Guillaume Couillard et de Guillemette Hébert, fille de « la famille des premiers colons de la Nouvelle-France », Louis Hébert et Marie Rollet mais, depuis quelques générations, sa lignée opta pour le patronyme Hébert, pour compenser le fait que la descendance patronymique de cette souche Hébert se soit éteinte à la troisième génération canadienne, vers 1660.